# Iżorowie

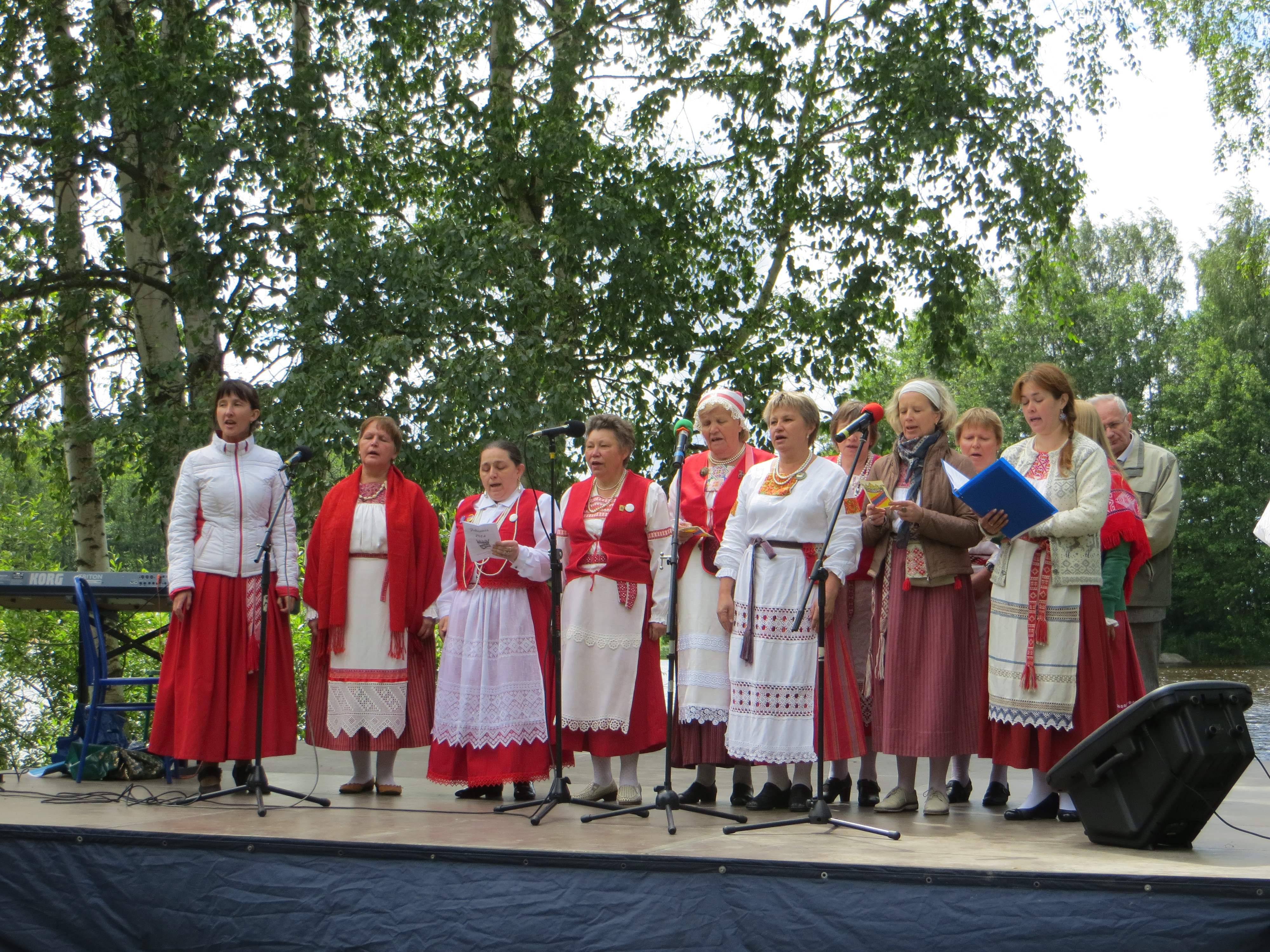
Iżorowie w strojach ludowych, 2014 r.

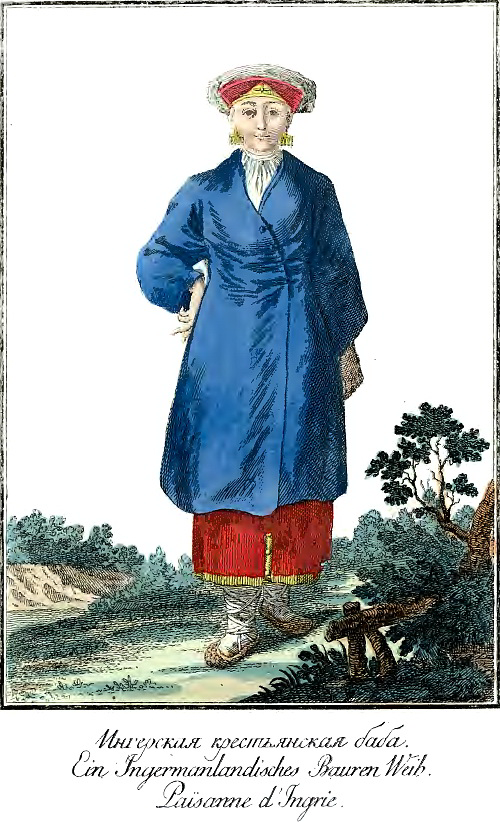
Kobieta iżorska w stroju ludowym (grafika z końca XVIII wieku)

Iżorowie (rzadko Iżorianie, nazwa własna: Ižoralaine), nazywani także niekiedy (błędnie) Ingrami – etnos ugrofiński z grupy bałto-fińskiej, spokrewniony z Finami i Estończykami, zamieszkujący Ingrię – krainę historyczną nad Zatoką Fińską w płn.-zach. Rosji.
Wierzący Iżorowie wyznają prawosławie, czym różnią się od wyznających luteranizm Ingrów (nazwa własna: Inkerinsuomalaiset) – potomków osadników fińskich osiadłych w Ingrii w XVII w. Posługują się językiem iżorskim oraz, coraz częściej, rosyjskim. Są oni potomkami plemion ugrofińskich zamieszkujących tereny Ingrii w I tys. n.e.

Flaga Iżorów (nie mylić z flagą Ingrii, widoczną poniżej)

Flaga Ingrii

Etnos ten nie posiadał nigdy własnej państwowości, zaś obszary przezeń zamieszkane podlegały władzy szwedzkiej, a od 1721 rosyjskiej, co w połączeniu z bliskością kulturowo-językową Finów powodowało szybkie wynaradawianie się Iżorów na rzecz tych trzech narodów. Zjawisko to postępuje także i obecnie, i choć władze rosyjskie nie prowadzą już świadomej akcji rusyfikacyjnej, to przyczyną zmniejszania się liczby Iżorów są głównie procesy migracyjne i asymilacyjne. Spis powszechny przeprowadzony w Związku Radzieckim w 1989 r. wykazał, iż za Iżorów w tym kraju uważało się 820 osób, natomiast w 2002 r. już tylko 327. Jedynie część z nich zna język iżorski.

## Zmiany populacji Iżorów
| rok  | liczba Iżorów (dane spisowe) |
| ---- | ---------------------------- |
| 1848 | 17 8001)                     |
| 1897 | 21 700                       |
| 1926 | 26 137                       |
| 1939 | b.d.                         |
| 1959 | 1062                         |
| 1970 | 781                          |
| 1979 | 748                          |
| 1989 | 820                          |
| 2002 | 327                          |
| 2010 | 226                          |

1) dane szacunkowe, P. von Koeppen